# Don Quixote (single)
Don Quixote is een nummer van de Britse muzikant Nik Kershaw. Het is de derde en laatste single van zijn derde studioalbum The Riddle.
De muziek was er al eerder dan de tekst. Omdat Kershaw de muziek Sambaachtig vond klinken, moest hij denken aan Spanje denken, waardoor hij besloot de tekst over Don Quichot te laten gaan. Hij besloot ook het boek te kopen. Het nummer werd voornamelijk op de Britse eilanden een hit en bereikte de 10e positie in het Verenigd Koninkrijk. In het Nederlandse taalgebied deed het nummer niets in de hitlijsten.

## Tracklijst
7"
1. "Don Quixote" - 4:11
2. "Don't Lie" - 3:52

12"
1. "Don Quixote" (extended)- 8:41
2. "Don't Lie" - 3:52